# Honoré Vaillancourt
Honoré Vaillancourt (* 25. November 1892 in Montreal; † 25. Januar 1933 ebenda) war ein kanadischer Sänger (Bariton).
Vaillancourts musikalische und schauspielerische Begabung wurde bereits am Collège de St-Jean sichtbar, wo er Solfège studierte. Er nahm dann Gesangsunterricht bei Arthur Laurendeau, Salvator Issaurel, Albert Roberval und Jeanne Maubourg. 1916 debütierte er am Monument National als Jean in Victor Massés Oper Les noces de Jeannette und trat dann in den USA und Kanada Hauptrollen in Bizets Carmen, Gounods Faust, Mileille und La Basoche, Delibes’ Lakmé, Massenets Thaïs, Donizettis La fille du régiment, Messagers Véronique und La Basoche und Thomas’ Mignon auf.
1921 gründete er die Société canadienne d’opérette der er von 1924 bis 1933 als Manager und künstlerischer Leiter vorstand. Zwischen 1923 und 1933 produzierte er mit der Gesellschaft, die sich wenige Monate nach seinem plötzlichen Tod auflöste, zahlreiche Aufführungen, an denen er auch als Sänger mitwirkte. Von Vaillancourt sind einige Plattenaufnahmen aus den 1910er Jahren beim Label Columbia Records erhalten.